# Frederic Creswell

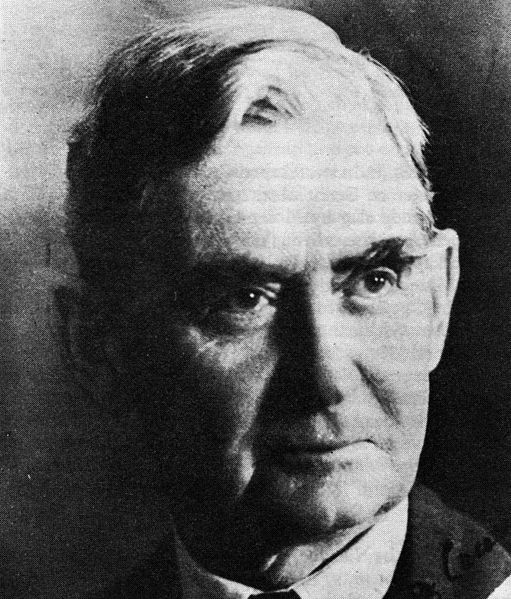
Frederic Creswell.

Frederic Hugh Prince Creswell, född 1866, död 1948 var en sydafrikansk politiker.
Till 1903 ledde Creswell omfattande gruvföretag i Transvaal, och deltog som kavalleriofficer på britternas sida i boerkriget. Han motarbetade därefter särskilt importen av kinesisk arbetskraft. Creswell invaldes i parlamentet 1910, och blev där snart arbetarpartiets ledare, och tog under första världskriget en framstående del i striderna i Syd- och Östafrika och avancerade till överste och regementschef. Från 1924 var han försvarsminister i James Hertzogs koalitionsministär.